# James Ellis
James Henry Ellis (25 de setembro de 1924 - 25 de novembro de 1997) foi um engenheiro e criptógrafo britânico. Em 1970, enquanto trabalhava no Government Communications Headquarters (GCHQ), a agência de inteligência britânica, ele concebeu a possibilidade da "criptografia não-secreta", hoje chamada de criptografia de chave pública. Desse modo, o GCHQ estava consciente do conceito de criptografia de chave pública antes da publicação dos seus famosos "inventores acadêmicos", Whitfield Diffie e Martin Hellman.

## Biografia
Ellis nasceu na Austrália, embora tenha sido concebido na Inglaterra e cresceu em Londres [1]. Estudou física no Imperial College London, e posteriormente trabalhou no Post Office Research Station em Dollis Hill. Em 1952, Ellis juntou-se ao GCHQ em Eastcote, West London. Em 1965, mudou-se para Cheltenham para se juntar ao recém-formado Government Communications Headquarters (CESG), um braço do GCHQ.

## Descoberta da criptografia não-secreta
Ellis disse que a primeira ideia lhe ocorreu após ler um artigo da época da Segunda Guerra Mundial escrito por um funcionário do Bell Labs que descrevia uma forma de proteger as comunicações de voz através da adição (e, posteriormente, subtração) de um ruído aleatório. Ele percebeu que o "ruído" poderia ser aplicado matematicamente, mas Ellis não era um matemático e foi incapaz de encontrar uma maneira de implementar a ideia.
Assim que entrou no GCHQ, em setembro de 1973, depois de estudar Matemática na Universidade de Cambridge, Clifford Cocks tomou conhecimento da ideia de Ellis e soube que até aquele momento ninguém tinha sido capaz de descobrir uma maneira de implementá-la. Cocks foi para casa, pensou sobre a questão e voltou com a ideia básica do que hoje é conhecido como o algoritmo de criptografia assimétrica RSA. De imediato, o GCHQ não foi capaz de encontrar uma maneira prática de usar essa ideia e a tratou como informação confidencial.
Logo após a descoberta de Cocks, Malcolm Williamson, um amigo dele que também trabalhava para o GCHQ, após ser informado sobre o trabalho de Cocks e Ellis, pensou no problema da distribuição de chaves e desenvolveu o que se tornou conhecido como método Diffie-Hellman de troca de chaves. Novamente, essa descoberta foi classificada como informação confidencial e mantida em segredo.
Quando, alguns anos mais tarde, Diffie e Hellman publicaram seu célebre estudo de 1976, e logo depois que Rivest, Shamir e Adleman anunciaram seu algoritmo, Cocks, Ellis e Williamson sugeriram que o GCHQ anunciasse publicamente que havia desenvolvido ambos os conceitos anteriormente. Na época, o GCHQ foi contra. Acabou aceitando muito tempo depois, mas Ellis não viveu o suficiente para ser reconhecido por seu trabalho pioneiro. Ele morreu um mês antes da informação ser finalmente divulgada em dezembro de 1997.
Até aquele momento, apenas o GCHQ e a National Security Agency (NSA) tinham conhecimento sobre o trabalho de Ellis, Cocks e Williamson. Whitfield Diffie ouviu rumores, provavelmente a partir da NSA, e viajou para conhecer James Ellis. Os dois conversaram sobre diversos assuntos, até que, no final do encontro, Diffie perguntou a Ellis: "Diga-me como você inventou a criptografia de chave pública". Após uma pausa, Ellis respondeu: "Bem, eu não sei o quanto devo dizer. Deixe-me dizer que vocês (Diffie e Martin Hellman) fizeram muito mais do que nós fizemos."